# Caldera Riscada
Caldera Riscada är en vulkankrater i Spanien.   Den ligger i provinsen Provincia de Las Palmas och regionen Kanarieöarna, i den sydvästra delen av landet, 1 600 km sydväst om huvudstaden Madrid. Toppen på Caldera Riscada är 325 meter över havet. Caldera Riscada ligger på ön Lanzarote. Den ingår i Los Morros de Hacha Chica.
Terrängen runt Caldera Riscada är kuperad västerut, men österut är den platt. Havet är nära Caldera Riscada åt sydost.  Närmaste större samhälle är Arrecife, 19,7 km öster om Caldera Riscada. 